# Jean-Luc Boulay
Pour les articles homonymes, voir Boulay.
Jean-Luc Boulay est un chef cuisinier, restaurateur,,,, Officier de l’Ordre du Mérite Agricole de France et personnalité de la télévision au Québec. Originaire de France, il émigre au Canada en 1976 pour s'y installer définitivement.
Il est réputé pour sa maîtrise du foie gras, ayant notamment appris auprès de Joël Robuchon,, et il favorise une cuisine axée sur les produits frais du terroir québécois et canadien,.
Il est juge permanent de l'émission Les Chefs! depuis 13 saisons diffusées à Radio-Canada,.

## Parcours
Né en 1955 à Marolles-les-Braults, une petite bourgade à proximité de Le Mans en Sarthe (dans la région du Pays de la Loire), Jean-Luc Boulay est issu d’une famille de 11 enfants, fils de maçon et cultivateur-jardinier-fleuriste. C'est vers l'âge de 13 ans en compagnie de sa mère qu'il développe une passion pour ce qui allait devenir son métier,,.
Il entreprend son apprentissage à l'âge de 15 ans au restaurant Le Dauphin à Saint-Pierre-des-Nids, et obtient son certificat d'aptitudes professionnelles en cuisine en 1973. Il va ensuite travailler à Paris au restaurant Le Coeur Volant pendant trois ans, non sans avoir complété son service militaire obligatoire (à Saumur) à titre de cuisinier au mess des officiers.
Il travaillera finalement à Orly pour une compagnie aérienne, avant de partir au Canada lors des jeux olympiques de Montréal de 1976, pour y rester définitivement, ayant été engagé comme chef cuisinier du restaurant Le Boeuf Charolais, à l'hôtel Loews Concorde à Québec,,.
Deux ans plus tard, en 1978, il ouvre son premier restaurant, Le Saint-Amour,, situé sur la rue Sainte-Ursule dans le Vieux-Québec, avec son associé Jacques Fortier, qui deviendra au fil des années une véritable institution gastronomique au Québec,,,,
En avril 2012, Jean-Luc Boulay ouvre un restaurant d’inspiration nordique, Chez Boulay – Bistro boréal, avec le chef Arnaud Marchand, situé sur la rue Saint-Jean et le Vieux-Québec,,,,. Il est l'ambassadeur au Québec de cette cuisine locale qui trouve ses racines dans les produits nordiques. En effet, Jean-Luc Boulay est un pêcheur aguerri.
En avril 2019, il ouvre le restaurant Les Botanistes, dans le centre jardin Floralies Jouvence à Québec, une table qui donne la vedette aux légumes dans les plats,, avec ses partenaires Pierre Joubaud et Arnaud Marchand,,,,,.
Jean-Luc Boulay a participé à une cinquantaine de stages de perfectionnement en Europe, réalisés entre autres à l’école Le Nôtre et à l’école gastronomique Bellouet Conseil à Paris.

## Télévision
Jean-Luc Boulay est un des trois juges permanents (avec Normand Laprise et Pasquale Vari) à l’émission Les Chefs ! diffusée à Radio-Canada depuis 14 ans (2010 à 2024),,,,. Animée par Élyse Marquis et Daniel Vézina, elle met en vedette des aspirants chefs qui se livrent à une compétition culinaire,,

## Livres
En 2011, Jean-Luc Boulay publie le livre L'Univers gourmand de Jean-Luc Boulay, son premier à titre personnel avec 100 recettes, écrit avec la journaliste gastronomique et auteure Anne-Louise Desjardins et le photographe André-Olivier Lyra,,,,
En 2014, il participe à la publication du livre La cuisine de mon enfance.
En 2017, il publie le livre Le Garde-manger boréal, avec son associé le chef Arnaud Marchand, l’auteure Anne-Louise Desjardins et le photographe André-Olivier Lyra, qui présente 80 recettes saisonnières de la cuisine nordique du Québec,

## Prix et distinctions
En 2003, Jean-Luc Boulay est nommé chef de l’année par la Société des chefs, cuisiniers et pâtissiers du Québec (SCCPQ).
En 2009, il reçoit le Prix Méritas, un prix honorifique qui a pour but de rendre hommage à un membre de la Société des chefs, cuisiniers et pâtissiers du Québec (SCCPQ).
En 2010, il est reçu Chevalier de l'Ordre du Mérite Agricole de France.
Également en 2010, il remporte le prix du Gouverneur général du Canada pour les arts de la table (remis par la gouverneure générale du Canada, Michaëlle Jean), dans la catégorie « Mentorat et inspiration »,
En 2012, il reçoit le prix Renaud-Cyr, qui a pour but de reconnaître le savoir-faire des professionnels de l'alimentation,.
En 2017, Jean-Luc Boulay a été élevé au grade d’Officier de l’Ordre du Mérite Agricole de France, pour sa contribution au rayonnement de la gastronomie française au Québec,,.
En 2019, la SCCPQ lui décerne le prix Lumière,,.
En 2024, il est nommé chevalier de l’Ordre national du Québec. L’Ordre national du Québec constitue la plus haute distinction honorifique décernée par l’État québécois. Elle est remise annuellement depuis 1985 par le premier ministre à des personnes d’exception, qui, par leurs réalisations, leurs valeurs et leurs idéaux, contribuent au rayonnement Québec.